# 阿沃尔·汉森
阿沃尔·汉森（丹麥語：Arvor Hansen，1886年11月5日—1962年6月19日），丹麦男子竞技体操运动员。他曾代表丹麦获得1912年夏季奥运会体操比赛男子团体自由式铜牌。他也参加了1908年夏季奥运会。